# Boyadzhik
Boyadzhik (búlgaro: Бояджѝк) es un pueblo de Bulgaria perteneciente al municipio de Tundzha de la provincia de Yámbol.
Se ubica unos 20 km al suroeste de Yámbol sobre la carretera 5503.

## Demografía
En 2011 tiene 1375 habitantes, el 82,76% búlgaros y el 10,47% gitanos.
En anteriores censos su población ha sido la siguiente:
| Gráfica de evolución demográfica de Boyandzhik entre 1934 y 2011 |
|                                                                  |